# Volker Strycek
Volker Strycek (ur. 13 października 1957 roku w Essen) – niemiecki kierowca wyścigowy.

## Życiorys
Karierę wyścigową rozpoczął w 1975 roku w Pucharze Renault. W 1984 roku został pierwszym w historii mistrzem DTM za kierownicą BMW 635 CSi. W drodze po tytuł nie odniósł żadnego zwycięstwa, co pozostaje jednym z dwóch takich przypadków w historii cyklu. W barwach BMW startował do 1989 roku, później przeniósł się do Opla, gdzie zakończył karierę w 1993 roku.
W 1992 roku za kierownicą Opla Omegi ustanowił rekord pełnej wersji toru Nürburgring z czasem 8:29.850 Min.
Od 1998 roku pełni funkcję Dyrektora Sportowego koncernu Opla.